# Remo Gaspari
Remo Gaspari (ur. 10 lipca 1921 w Gissi, zm. 19 lipca 2011 tamże) – włoski polityk, prawnik i samorządowiec związany z Abruzją, długoletni deputowany, wielokrotny minister w różnych resortach.

## Życiorys
W 1944 ukończył studia prawnicze na Uniwersytecie Bolońskim, po czym rozpoczął praktykę w zawodzie adwokata. Wkrótce dołączył do Chrześcijańskiej Demokracji. W 1947 został asesorem w zarządzie prowincji Chieti, a w 1952 objął stanowisko burmistrza swojej rodzinnej miejscowości.
W 1953 po raz pierwszy został wybrany do Izby Deputowanych. Z powodzeniem ubiegał się o reelekcję w dziewięciu kolejnych wyborach, zasiadając w niższej izbie włoskiego parlamentu nieprzerwanie do 1994 jako poseł II, III, IV, V, VI, VII, VIII, IX, X i XI kadencji.
Między 1960 a 1966 był podsekretarzem stanu w pięciu gabinetach. Odpowiadał za sprawy związane z pocztą i telekomunikacją, z wyłączeniem okresu 1962–1963, gdy funkcję podsekretarza stanu pełnił w resorcie przemysłu i handlu. Później w różnych okresach zajmował stanowiska ministra w szesnastu różnych rządach. Był ministrem transportu i lotnictwa cywilnego (od sierpnia 1969 do marca 1970), ministrem bez teki do spraw reformy administracji publicznej (od marca 1970 do czerwca 1972) i ministrem zdrowia (od czerwca 1972 do lipca 1973). Po niespełna siedmiu latach przerwy w kwietniu 1980 ponownie wszedł w skład włoskiego gabinetu – został wówczas ministrem bez teki do spraw kontaktów z parlamentem, pełnił tę funkcję do października 1980. Od czerwca 1981 do sierpnia 1983 sprawował urząd ministra poczty i telekomunikacji, następnie do kwietnia 1987 był ministrem bez teki do spraw służb publicznych. Od kwietnia do lipca 1987 zajmował stanowisko ministra obrony. Później ponownie pełnił funkcję ministra bez teki odpowiedzialnego kolejno za ochronę cywilną (do kwietnia 1988), sytuacje nadzwyczajne w Mezzogiorno (do lipca 1989) oraz służby publiczne (do czerwca 1992).
W trakcie swojej wieloletniej kariery politycznej zyskał przydomek „Zio Remo” (pol. Wuj Remo). Wzbudzał także kontrowersje swoimi zachowaniami, m.in. wykorzystaniem służbowego helikoptera, by zdążyć na mecz piłki nożnej. W 1994, po rozpadzie chadecji, dołączył do Włoskiej Partii Ludowej.
Odznaczony Orderem Zasługi Republiki Włoskiej I klasy (1998).